# Een galerij: De wanhoop van de sirene
De wanhoop van de sirene is een aflevering uit de Nederlandse NOS-televisieserie Een galerij die Theo van Gogh in 1994 maakte naar een scenario van Paul Feld.

## Hoofdrolspelers
- Ellen de Thouars
- Jaap Hoogstra
- Ton Lensink